# Aspidosperma excelsum
Aspidosperma excelsum é uma espécie de plantas com flores. Foi descrito pela primeira vez por George Bentham. Aspidosperma excelsum pertence ao gênero Aspidosperma e à família Apocynaceae.
Este tipo de planta é encontrado em:
- Costa Rica
- Panamá
- Guiana Francesa
- Guiana
- Suriname
- Bolívia
  - El Beni
  - Departamento de Cochabamba
  - La Paz (capital)
  - Departamento de Financiamento
  - Santa Cruz
- Colômbia
  - Amazonas
  - Departamento de Caquetá
  - Departamento de Chocó
  - Departamento de Córdoba
  - Departamento de Guainía
  - Departamento de Meta
  - Departamento de Putumayo
  - Departamento do Vale do Cauca
  - Departamento de Vaupés
  - Departamento de Vichada
- Peru
- norte e nordeste e centro-oeste e sudeste do Brasil
  - Pará
  - Amazonas
  - Maranhão
  - Mato Grosso
  - Rio de Janeiro
- Venezuela
  - Amazonas
  - Estado Bolívar
  - Delta Amacuro
- Equador

Não há tipos listados como este.